# 东方街道 (汕头市)
东方街道，是中华人民共和国广东省汕头市金平区下辖的一个乡镇级行政单位。

## 行政区划
东方街道下辖以下地区：
金苑社区、聚龙社区、金环社区、东龙社区、榕松社区、龙华社区、梅翠社区、滨海社区、浔洄社区、东华社区和金海社区。